# Thelypteris tristis
Thelypteris tristis är en kärrbräkenväxtart som först beskrevs av Kze., och fick sitt nu gällande namn av R. Tryon. Thelypteris tristis ingår i släktet Thelypteris och familjen Thelypteridaceae. Inga underarter finns listade.